# Tella (bebida)

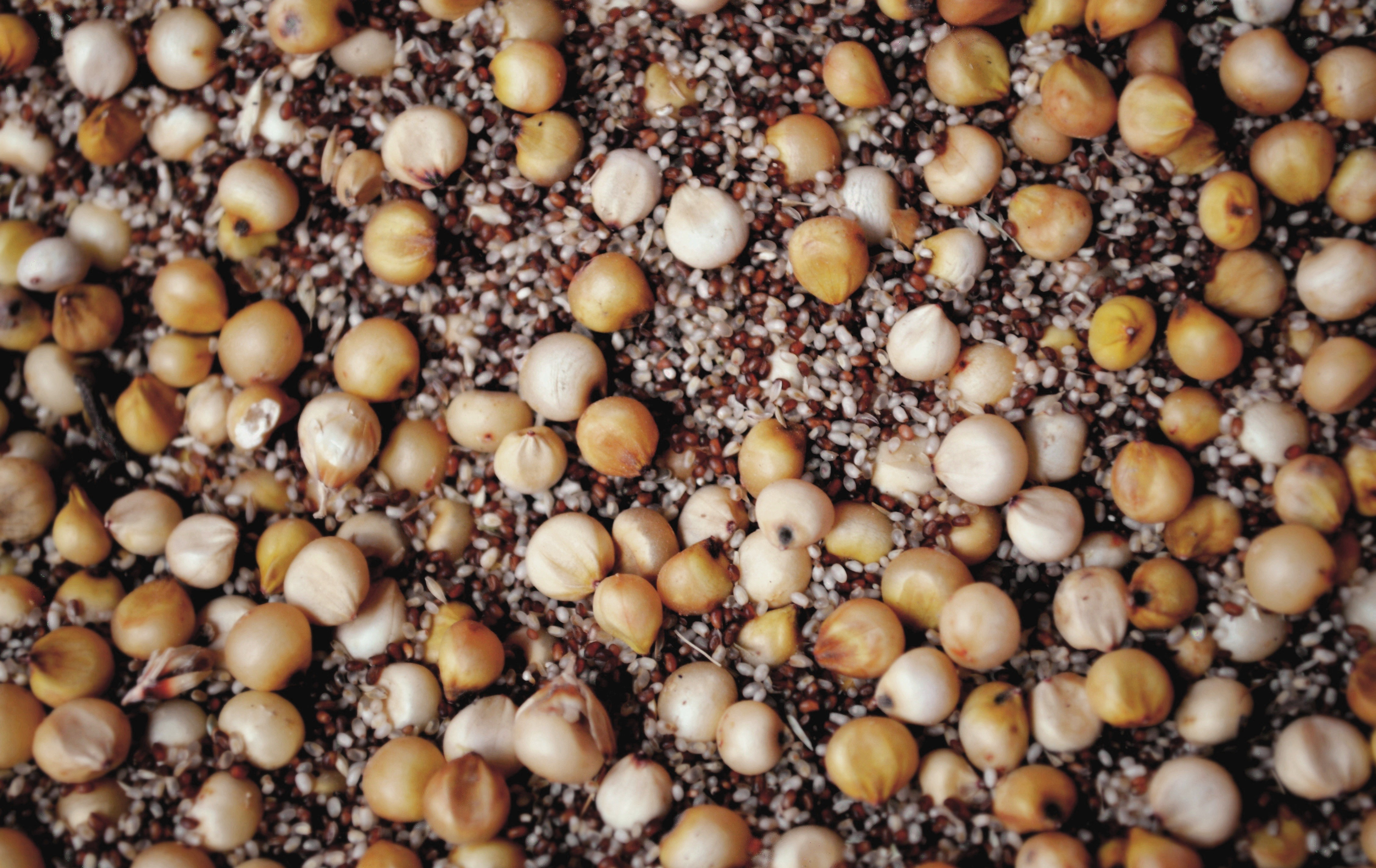
Tella

Tella o Talla es una bebida tradicional de Etiopía y Eritrea. Se elabora a partir de diversos granos, normalmente teff y sorgo Dependiendo de la región, pueden utilizarse la cebada, el trigo o el maíz, a la que también pueden añadirse especias.
El grano se seca y posteriormente se muele. Hojas de espino cerval de hoja brillante se utilizan para la fermentación. Debido a la adición de pan y al uso de un recipiente de fermentación previamente ahumado sobre madera la bebida puede tener un sabor ahumado.
El contenido de alcohol luego del filtrado suele ser usualmente alrededor de 2.4 por ciento de su volumen.
El tella es a menudo realizado en casa aunque puede ser ofrecido en negocios de tella (tellabet), similares al funcionamiento de un bar